# Australia (Schiff, 1928)
HMAS Australia (D84) war ein Schwerer Kreuzer der britischen Kent-Klasse, von der zwei Einheiten an die Royal Australian Navy gingen. Das Schiff wurde unter anderem bekannt als das erste Opfer eines Kamikaze-Angriffs und wurde auch insgesamt am häufigsten durch Kamikaze-Attacken getroffen.
Die Australia wurde am 26. August 1925 bei John Brown & Company in Clydebank (Schottland) auf Kiel gelegt, am 17. März 1927 vom Stapel gelassen und am 24. April 1928 in Dienst gestellt, zwei Monate vor ihrem Schwesterschiff, der Canberra.

## Einsatzgeschichte

### Zweiter Weltkrieg

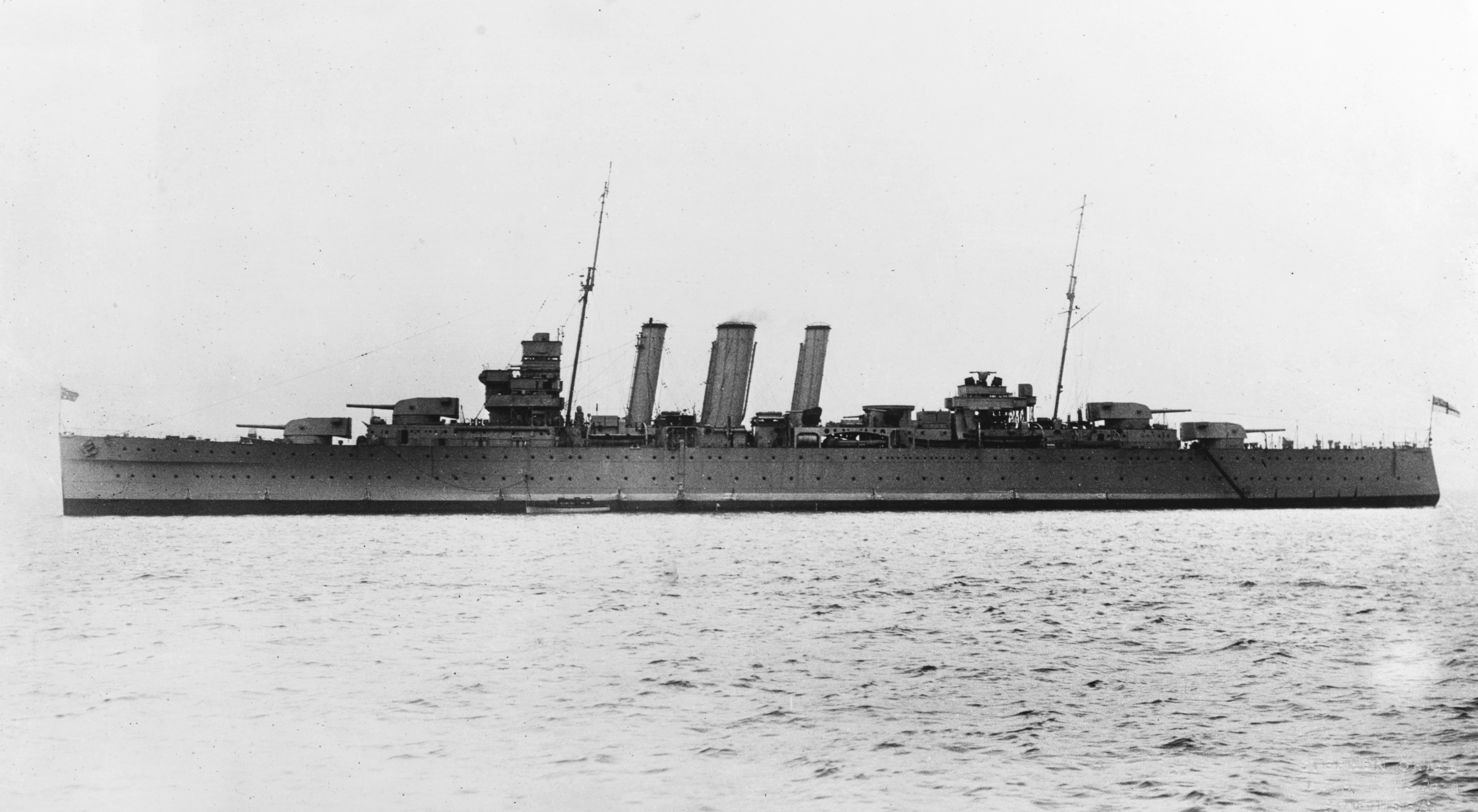
Die Australia um 1932–33

Nach Ausbruch des Zweiten Weltkriegs feuerte die „Aussie“, wie sie von den australischen Seeleuten genannt wurde, im Jahr 1940 ihre Hauptwaffen erstmals vor der Küste von Dakar ab, als sie an der Operation Menace teilnahm. Diese Operation hatte das Ziel, den strategisch wichtigen Hafen der Hauptstadt des Senegal im damaligen Französisch-Westafrika zu erobern, um ihn unter die Kontrolle der freifranzösischen Kräfte unter Charles de Gaulle zu bringen und somit dem Vichy-Regime zu entreißen.
Die Australia konnte den französischen Zerstörer L’Audacieux beschädigen, der in der Folge zwischen dem 23. und 24. September auf Grund lief. Das australische Schiff musste einige Treffer von Küstengeschützen hinnehmen, und ihr Aufklärungs-Bordflugzeug vom Typ Supermarine Walrus wurde abgeschossen.
Im Jahr 1941 eskortierte die Australia Konvois (u. a. WS-Geleitzüge) und patrouillierte im Atlantik und im Indischen Ozean. Infolge des Kriegsausbruchs im Pazifik wurde der Kreuzer in den südwestlichen Pazifikraum verlegt. Im Mai 1942, während der Schlacht im Korallenmeer, überstand das von Cpt. Harold Farncomb befehligte Schiff einen kurzen, aber heftigen Angriff japanischer Torpedobomber. Von August 1942 bis Mitte 1944 leistete die Australia Feuerunterstützung für alliierte Landstreitkräfte und Landkämpfe wie der Schlacht um Guadalcanal, der Kampagne auf Neuguinea und der Landung alliierter Truppen auf Neubritannien.

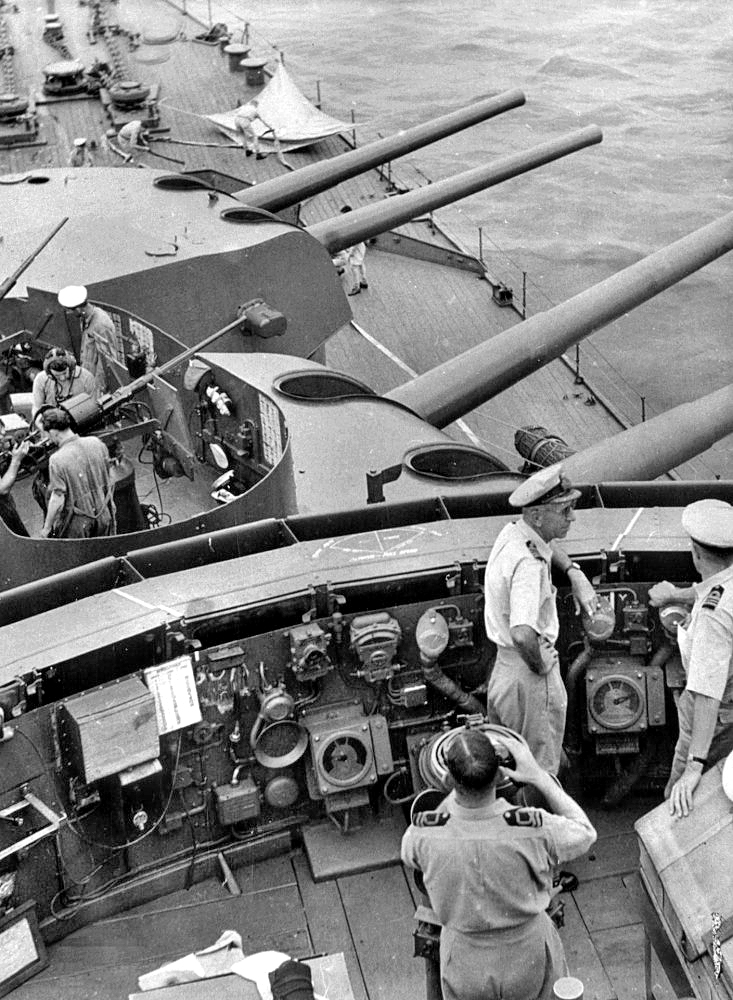
Blick auf die Brücke und die vorderen Geschütztürme der Australia, September 1944. Im Vordergrund, im weißen Hemd nach rechts blickend, Captain Emile Dechaineux

Am 21. Oktober 1944, kurz vor Beginn der See- und Luftschlacht im Golf von Leyte, wurde die Australia von einem japanischen Flugzeug, welches mit einer 200-kg-Bombe bewaffnet war, getroffen. Es war der erste jemals aufgezeichnete Kamikaze-Treffer. Das Flugzeug schlug knapp über der Kommandobrücke ein und schleuderte brennenden Treibstoff und Trümmer weit über das Deck, die Bombe jedoch zündete nicht. Die Explosion der Bombe hätte das Schiff höchstwahrscheinlich zerstört. Bei diesem Angriff kamen mindestens 30 Besatzungsmitglieder ums Leben, unter ihnen der Kommandant, Captain Emile Dechaineux. Unter den Verwundeten befand sich Admiral John Collins, Kommandeur der Australian Naval Squadron.
Am 25. Oktober 1944 wurde die Australia erneut getroffen und musste sich für Reparaturarbeiten in einen Stützpunkt auf den Neuen Hebriden (heute: Vanuatu) zurückziehen. Im Januar 1945 kehrte das Schiff auf den Kriegsschauplatz zurück und musste bis zum Ende des Krieges insgesamt sechs Kamikazetreffer, bei denen 86 Männer zu Tode kamen, zu verschiedenen Zeitpunkten überstehen. Als der Krieg zu Ende ging, befand sich das Schiff erneut zu Reparaturzwecken im Dock.

### 1945–1956
Nach dem Krieg diente der Kreuzer als Übungsschiff. Am 25. Januar 1955 wurde es zur Verschrottung an die British Iron and Steel Corporation verkauft und verließ Sydney im Schlepptau am 26. März 1955. 1956 wurde das Schiff bei der „Thomas W. Ward Shipbreaking Yard“ in Barrow-in-Furness, England, verschrottet.

## Denkmal
Eines der 20,3-cm-Geschützrohre wurde auf dem Gelände des Australian War Memorial in Canberra ausgestellt und kann dort besichtigt werden.